# Any Place I Hang My Hat Is Home
Any Place I Hang My Hat Is Home è un brano musicale del 1946, la cui musica è stata composta da Harold Arlen, mentre il testo è di Johnny Mercer. 
La canzone è presente nel musical St. Louis Woman del 1946.

## Cover
L'artista statunitense Barbra Streisand ha inciso il brano nel suo disco The Second Barbra Streisand Album, uscito nel 1963.
Altre versioni celebri sono quelle di Judy Garland e Rosemary Clooney.